# Маттзе
Маттзе (нем. Mattsee) — ярмарочная община (нем. Marktgemeinde) в Австрии, в федеральной земле Зальцбург.
Входит в состав округа Зальцбург-Умгебунг. Население составляет 2959 человек (на 31 декабря 2005 года). Занимает площадь 24,6 км². Официальный код — 50 323.

## Политическая ситуация
Бургомистр общины — Михаэль Шварцмайр (СДПА) по результатам выборов.
Совет представителей общины (нем. Gemeinderat) состоит из 19 мест.